# Моли-пестрянки
Моли-пестрянки (лат. Gracillariidae) — семейство бабочек.

## Описание
Мелкие, редко средней величины бабочки с размахом крыльев 4,5—21 мм. Голова овальная или округлая, гладкая или с хохолком волосовидных чешуек. Глаза относительно большие, округлые. Глазки отсутствуют. Усики нитевидные. Губные щупики 1—3-члениковые, расходящиеся в стороны, загнуты кверху или висячие, Челюстные щупики всегда короче губных Спинка и тегулы покрыты прилегающими чешуйками различной формы, обычно имеют окраску, общую с окраской крыльев. Крылья узкие, ланцетовидные с хорошо развитым светлым, иногда блестящим рисунком, из четко выраженных белых полос, пятен или штрихов на темном фоне. При модификации рисунка его светлые элементы редуцируются и передние крылья становятся однотонными. Задние крылья ланцетовидные, однотонные, серые или кремовые. Бахрома сильно развита, часто светлая или блестящая. Жилкование крыльев разнообразное. Дискоидная ячейка переднего крыла замкнута, составляет 2/3—3/4 длины крыла К костальному краю переднего крыла подходят жилка Sc и 3—5 R, к внешнему и дорсальному краю — 1—2 Сu. Жилки А слиты. Жилкование заднего крыла сильно редуцировано, дискальная ячейка узкая, открытая.

## Гусеницы
Гусеницы — факультативные или облигатные минеры растений, минирующие листья, реже молодые побеги и кору деревьев, кустарников и травянистых растений. Факультативные минеры в ранних возрастах проделывают ходы в зеленых тканях растений, в старших переходят к скелетированию под загнутым краем листа, образуя колпачки, кармашки или трубочки. Подавляющее большинство видов являются постоянными минерами на протяжении всех гусеничных возрастов. Мины змеепятновидные, змеевидно-складчатые, складчатые, расположены с нижней стороны листьев. Основная масса видов — узкие олигофаги или монофаги, редко полифаги, трофически связанные с двудольными и частично с голосеменными растениями. Моли-пестрянки, обитающие в палеарктике развиваются на буковых, розоцветных, бобовых, ивоцветных, кленовых, березовых и др. Часто повреждают плодовые, декоративные и технические культуры, размножаясь иногда в невероятных количествах.

## Ареал
Распространение всесветное, за исключением засушливых и арктических областей. В Палеарктике 42 рода и около 500 видов.

## Классификация
В результате молекулярно-филогенетического исследования в 2017 году были выделены 8 подсемейств:
- Acrocercopinae Kawahara & Ohshima, 2016
- Gracillariinae Stainton, 1854
- Lithocolletinae Stainton, 1854
- Marmarinae Kawahara & Ohshima, 2016
- Oecophyllembiinae Réal & Balachowsky, 1966
- Ornixolinae Kuznetzov & Baryshnikova, 2001
- Parornichinae Kawahara & Ohshima, 2016
- Phyllocnistinae Herrich-Schäffer, 1857

## Список родов
Acrocercopinae
- Acrocercops Wallengren, 1881
- Amblyptila Vári, 1961
- Artifodina Kumata, 1985
- Borboryctis Kumata & Kuroko, 1988
- Chilocampyla Busck, 1900
- Chrysocercops Kumata & Kuroko, 1988
- Corethrovalva Vári, 1961
- Cryptolectica Vári, 1961
- Dekeidoryxis Kumata, 1989
- Deoptilia Kumata & Kuroko, 1988
- Dialectica Walsingham, 1897
- Eteoryctis Kumata & Kuroko, 1988
- Eucosmophora Walsingham, 1897
- Gibbovalva Kumata & Kuroko, 1988
- Hypectopa Diakonoff, 1955
- Lamprolectica Vári, 1961
- Leucocercops Vári, 1961
- Melanocercops Kumata & Kuroko, 1988
- Leucospilapteryx Spuler, 1910
- Metacercops Vári, 1961
- Monocercops Kumata, 1989
- Phodoryctis Kumata & Kuroko, 1988
- Psydrocercops Kumata & Kuroko, 1988
- Sauterina Kuznetzov, 1979
- Schedocercops Vári, 1961
- Spulerina Vári, 1961
- Telamoptilia Kumata & Kuroko, 1988
- Vihualpenia Mundaca, Parra & Vargas, 2013

Lithocolletinae
- Cameraria Chapman, 1902
- Chrysaster Kumata, 1961
- Cremastobombycia Braun, 1908
- Hyloconis Kumata, 1963
- Leucanthiza Clemens, 1859
- Macrosaccus Davis and De Prins, 2011
- Neolithocolletis Kumata, 1963
- Phyllonorycter Hübner, 1822
- Porphyrosela Braun, 1908
- Protolithocolletis Braun, 1929
- Triberta De Prins et al., 2013

Marmarinae
- Dendrorycter Kumata, 1978
- Marmara Clemens, 1863

Oecophyllembiinae
- Angelabella Vargas & Parra, 2005
- Corythoxestis  Meyrick, 1921
- Eumetriochroa  Kumata, 1998
- Guttigera Diakonoff, 1955
- Metriochroa Busck, 1900
- Prophyllocnistis Davis, 1994

Ornixolinae
- Apophthisis Braun, 1915
- Chileoptilia Vargas & Landry, 2005
- Conopobathra Vári, 1961
- Conopomorpha Meyrick, 1885
- Conopomorphina Vári, 1961
- Cuphodes Meyrick, 1897
- Cyphosticha Meyrick, 1907
- Diphtheroptila Vári, 1961
- Dysectopa Vári, 1961
- Epicephala Meyrick, 1980
  - =Iraina Diakonoff, 1955
  - =Leiocephala Kuznetzov & Baryschnikova, 2001
- Leurocephala D.R. Davis & McKay, 2011
- Liocrobyla Meyrick, 1916
- Micrurapteryx Spuler, 1910
- Neurobathra Ely, 1918
- Neurostrota Ely, 1918
- Oligoneurina Vári, 1961
- Ornixola Kuznetzov, 1979
- Pareclectis Meyrick, 1937
- Parectopa Clemens, 1860
- Philodoria Walsingham, 1907
  - =Euphilodoria Zimmermann, 1978
- Phrixosceles Meyrick, 1908
- Pogonocephala Vári, 1961
- Polydema Vári, 1961
- Polysoma Vári, 1961
- Semnocera Vári, 1961
- Spanioptila Walsingham, 1897
- Spinivalva Moreira & Vargas, 2013
- Stomphastis Meyrick, 1912

Parornichinae
- Callisto Stephens, 1834
  - =Annickia Gibeaux, 1990
- Graphiocephala Vári, 1961
- Parornix Spuler, 1910
  - =Alfaornix Kuznetzov, 1979
  - =Betaornix Kuznetzov, 1979
  - =Deltaornix Kuznetzov, 1979
  - =Gammaornix Kuznetzov, 1979
- Pleiomorpha Vári, 1961

Phyllocnistinae
- Phyllocnistis Zeller, 1848

Gracillariinae
- Acrocercops Wallengren, 1881
- Africephala Vári, 1986
- Apistoneura Vári, 1961
- Aristaea Meyrick, 1907
- Artifodina Kumata, 1985
- Aspilapteryx Spuler, 1910
- Callicercops Vári, 1961
- Caloptilia Hübner, 1825
  - =Poeciloptilia Hübner, 1825
  - =Ornix Collar, 1832
  - =Ornix Treitschke, 1833
  - =Coriscium Zeler, 1839
  - =Calliptilia Agassiz, 1847
  - =Timodora Meyrick, 1886
  - =Antiolopha Meyrick, 1894
  - =Sphyrophora Vári, 1961
  - =Phylloptilia Kumata, 1982
  - =Rhadinoptilia Kumata, 1982
  - =Minyoptilia Kumata, 1982
  - =Cecidoptilia Kumata, 1982
- Calybites Hübner, 1822
- Cryptologa T. B. Fletcher, 1921
- Cupedia Klimesch & Kumata, 1973
- Dextellia Triberti, 1986
- Ectropina Vári, 1961
- Epicnistis Meyrick, 1906
- Eucalybites Kumata, 1982
- Euprophantis Meyrick, 1921
- Eurytyla Meyrick, 1893
- Euspilapteryx Stephens, 1835
  - Euspilapteryx aureola (Kumata, 1982)
- Gracillaria Haworth, 1928
  - =Gracilaria Zeller, 1839
  - =Gracilaria Walsingham, 1907
  - =Xanthospilapteryx Spuler, 1910
- Ketapangia Kumata, 1995
- Macarostola Meyrick, 1907
- Neurolipa Ely, 1918
- Penica Walsingham, 1914
- Polymitia Triberti, 1986
- Sabulopteryx Triberti, 1985[2]
  - Sabulopteryx botanica Hoare & Patrick, 2019
- Synnympha Meyrick, 1915
- Systoloneura Vári, 1961